# ベサニー (オレゴン州)
ベサニー（英: Bethany）は、アメリカ合衆国オレゴン州ワシントン郡にある非法人地域である。ビーバートン市近郊、国道26号線の北側に位置する。非法人地域であるセダー・ミルから4マイルほど南東に位置する。

## 歴史
「ベサニー」は元々、今日のベサニーから2マイルほど北西にあった交易の中心地（現在は長老派の教会が建っている）に付けられた名称であった。1870年代中頃にスイス人のウーリッヒ・ゲルベル（Ulrich Gerber）が最初に定住した。
ゲルベルの尽力により、1878年、現在のベサニー・スクールがある地点から約1マイル東方で最初の郵便局が設立し、ゲルベルはベサニーと名付けることを提案した。 ベサニーはヘブライ語を源とする言葉で、イェルサレムの近くにあったパレスチナの地「ベタニア」を意味しており、今日ではアメリカ国内で教会との繋がりを持つ多くの地名に用いられている。 同郵便局は1904年に廃止された。

## マリオン郡
ベサニーはまた、マリオン郡のシルヴァートンから2マイル西に所在する地域の名称でもある。ベサニー・キリスト教教会が組織された1851年に、ベサニーと命名された。 今日ベサニー・スクールという名で運営されるチャーター・スクールは、このベサニーに所在する。